# Huygens (cratère martien)
Pour les articles homonymes, voir Huygens.
 (décembre 2023).
Si vous disposez d'ouvrages ou d'articles de référence ou si vous connaissez des sites web de qualité traitant du thème abordé ici, merci de compléter l'article en donnant les références utiles à sa vérifiabilité et en les liant à la section « Notes et références ».
Huygens est un cratère d'impact de 410 km de diamètre situé sur Mars dans le quadrangle d'Iapygia par 14,1° S et 55,4° E, dans la région de Terra Sabaea, nommé en honneur de Christian Huygens (1629-1695) mathématicien, astronome et physicien néerlandais.

## Géographie et géologie
C'est une formation très ancienne, dont les rebords culminent à plus de 3 000 m au-dessus du niveau de référence martien, avec un anneau central moitié moins large et des reliefs adoucis — signe probable de sédimentation lacustre — dont les points les plus bas se situent à plus de 1 000 m au-dessus du niveau de référence, excepté au fond de petits cratères plus récents et aux reliefs très creux.
Les rebords du cratère Huygens présentent des signes d'érosion fluviatile indéniables, avec notamment une série de vallées, appelées Liris Valles au nord-est du cratère, qui indiquent d'un lac a peut-être existé jadis au Noachien — voire jusqu'à l'Hespérien — au sein de cette structure.